# Agostino Salvietti
Agostino Salvietti est un acteur italien, né le 28 août 1882 à Naples où il est mort le 2 décembre 1967.

## Filmographie partielle
- 1936 : Musica in piazza de Mario Mattoli : rôle indéterminé
- 1938 : Inventiamo l'amore de Camillo Mastrocinque : l'huissier
- 1942 : Fra' Diavolo : Ciccio La Rosa, le chef de la police
- 1942 : La donna è mobile de Mario Mattoli : le cuisinier
- 1948 : L'Homme au gant gris (L'uomo dal guanto grigio) de Camillo Mastrocinque : le gardien du musée
- 1949 : Le Tocsin (Campane a martello) de Luigi Zampa : le maire
- 1949 : Marechiaro de Giorgio Ferroni : don Nicola
- 1951 : Police en alerte (I falsari) de Franco Rossi : Le vendeur de livres d'occasion
- 1952 : Les Coupables (Processo alla città) de Luigi Zampa : le brigadier Mastellone
- 1954 : Le Carrousel fantastique (Carosello napoletano) de Ettore Giannini : le souffleur
- 1954 : L'Or de Naples (L'oro di Napoli) de Vittorio De Sica : Gennaro Esposito, le charcutier (sketch Le Caïd)
- 1957 : Dites 33 (Totò, Vittorio e la dottoressa) de Camillo Mastrocinque : Johnny, l'adjoint de Michele 'Mike' Spillone
- 1958 : Totò nella luna de Steno : Iannutti, le comptable
- 1958 : Io, mammeta e tu de Carlo Ludovico Bragaglia : le médecin-chef
- 1961 : Mary la rousse, femme pirate (Le avventure di Mary Read) de Umberto Lenzi : Mangiatrippa
- 1961 : Pugni, pupe e marinai de Daniele D'Anza : rôle indéterminé
- 1963 : Hier, aujourd'hui et demain (Ieri, oggi, domani) de Vittorio De Sica : Dr. Verace (segment « Adelina »)